# 巴尔涅奥

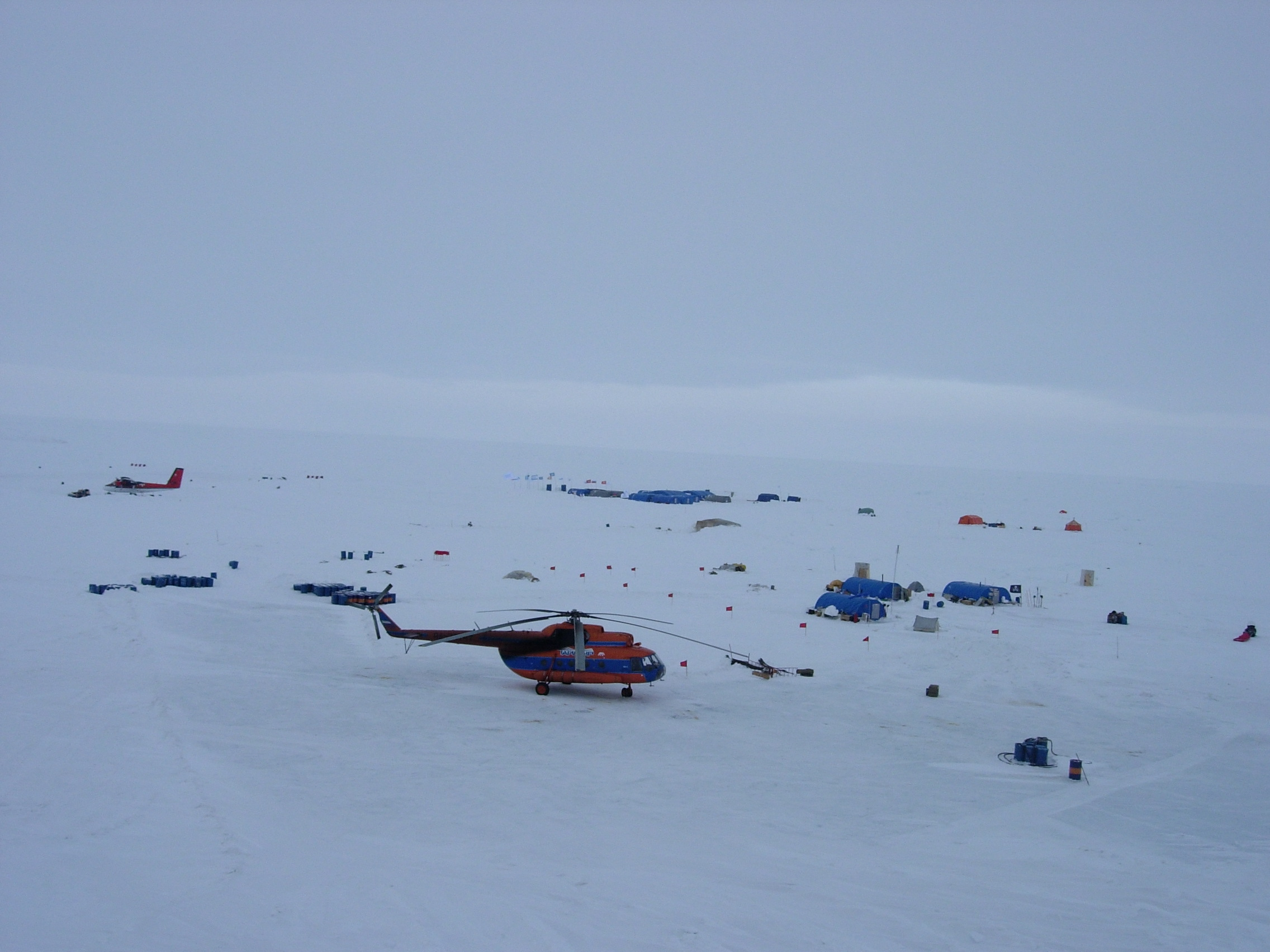
巴尔涅奥基地

巴尔涅奥（俄语：Лагерь Бaрнео）是俄罗斯的一个季节性北极基地，由私人持有，主要用作旅游用途。该基地建立于2002年。由于北极的浮冰不断地移动，该基地每年都要重新建造，位置也会发生一定改变。